# Alex Boraine
Alexander ("Alex") Lionel Boraine (Kaapstad 10 januari 1931 - aldaar 5 december 2018) was een Zuid-Afrikaans predikant, politicus, schrijver en anti-apartheidsactivist. Hij was vicevoorzitter van de Zuid-Afrikaanse Waarheids- en Verzoeningscommissie die werd voorgezeten door aartsbisschop Desmond Tutu.

## Biografie

### Achtergrond en opleiding
Hij geboren in een arm blank gezin in Kaapstad en groeide onder armoedige omstandigheden op. Hij sloot zijn middelbare school af met een getuigschrift en werkte aanvankelijk als boekhoudkundig klerk. Hij was zeer actief binnen de plaatselijke methodistische gemeente en werd in 1950 lekenvoorganger. Hij studeerde van 1953 tot 1956 theologie en Bijbelse studies aan de Rhodes-universiteit (B.A. 1956). In 1956 werd hij tot predikant gewijd. Boraine was vervolgens als kapelaan (Chaplain) verbonden aan de Universiteit van Natal en hoofd jeugdzaken van de Methodistische Kerk in Zuidelijke Afrika. Dankzij enkele welvarende leden van de methodistenkerk kon hij zijn studie vervolgen aan de Universiteit van Oxford waar hij in 1962 zijn masterdiploma haalde. In 1966 promoveerde hij tot doctor in de Dogmatiek aan de Drew-universiteit in New Jersey. Deze universiteit is verbonden aan de Methodistische kerk in de Verenigde Staten van Amerika. 

### Hoofd van de Methodistische Kerk van Zuidelijk Afrika
In 1970 werd hij gekozen tot het jongste hoofd van de methodistische kerk in Zuid-Afrika en gaf direct te kennen te streven naar een multiraciale kerk en wees daarmee apartheid resoluut van de hand. Hij bekleedde deze post tot 1972. Hij bezocht in die hoedanigheid de verschillende mijnbouwondernemingen in het land en leverde scherpe kritiek op de behandeling van zwarte werknemers. Hij stelde zich in contact met Harry Oppenheimer, de mijnbouwmagnaat die bekend stond als tegenstander van apartheid. Oppenheimer werd een belangrijke geldschieter van diverse anti-apartheidsinitiatieven, zoals oppositiepartijen.

### Politicus
In 1974 werd Boraine voor de Progressiewe Party (PP) in het parlement gekozen. Hij vertegenwoordigde het kiesdistrict Pinelands, een wijk in Kaapstad. Hij werd herkozen in 1979 en in 1984. De PP ging in 1977 op in de Progressive Federal Party (PFP). In 1986 traden hij en zijn collega Frederik Van Zyl Slabbert uit het parlement omdat ze van mening waren dat het onder de huidige omstandigheden in het parlement onmogelijk bleek om aan een multiraciale samenleving te werken. Hij werd vervolgens directeur van het Instituut voor Democratie in Zuid-Afrika en onderhield contacten met het Afrikaans Nationaal Congres. Hij schreef daarnaast enkele boeken over recht en mensenrechten.
Tijdens de overgangsperiode van apartheid naar democratie (1990-1994) hield hij zich bezig met het vraagstuk onder welke omstandigheden het mogelijk moest zijn te streven naar een vreedzame multiraciale samenleving. Hij hield verschillende bijeenkomsten en seminars en bepleitte de instelling van een waarheidscommissie die in 1995 werd ingesteld onder de naam Zuid-Afrikaanse Waarheids- en Verzoeningscommissie. President Nelson Mandela benoemde Aartsbisschop Desmond Tutu tot voorzitter van commissie en Boraine tot vicevoorzitter. 
Van 1998 tot 2001 was hij hoogleraar rechtswetenschappen aan de Universiteit van New York en in 2001 richtte hij het International Center for Transitional Justice (ICTJ) op waarvan hij de eerste voorzitter was. Het ICTJ is gevestigd aan de Duke University in North Carolina, VS. Daarnaast bekleedde hij nog enkele adviseursfuncties aan verschillende Amerikaans universiteiten.
Alex Boraine overleed op 5 december 2018 in zijn woonhuis in Kaapstad aan de gevolgen van botkanker.

## Persoonlijk
Alex Boraine was getrouwd met Jenny Boraine en hij had vier kinderen.

## Publicaties (selectie)
- Alex Boraine and Janet Levy (31 december 1997): Dealing with the Past: Truth and Reconciliation in South Africa
- Alex Boraine (1 februari 2001): A Country Unmasked: Inside South Africa's Truth and Reconciliation Commission
- Alex Boraine (1 september 2008): A Life in Transition
- Alex Boraine (26 februari 2013): What's Gone Wrong?: South Africa on the Brink of Failed Statehood